# Кшицько-Велике
Кшицько-Велике (пол. Krzycko Wielkie) — село в Польщі, у гміні Влошаковиці Лещинського повіту Великопольського воєводства.
Населення — 873 особи (2011).
У 1975-1998 роках село належало до Лешненського воєводства.

## Демографія
Демографічна структура станом на 31 березня 2011 року:
|          | Загалом | Допрацездатний вік | Працездатний вік | Постпрацездатний вік |
| -------- | ------- | ------------------ | ---------------- | -------------------- |
| Чоловіки | 441     | 102                | 305              | 34                   |
| Жінки    | 432     | 92                 | 252              | 88                   |
| Разом    | 873     | 194                | 557              | 122                  |